# غابة الغار

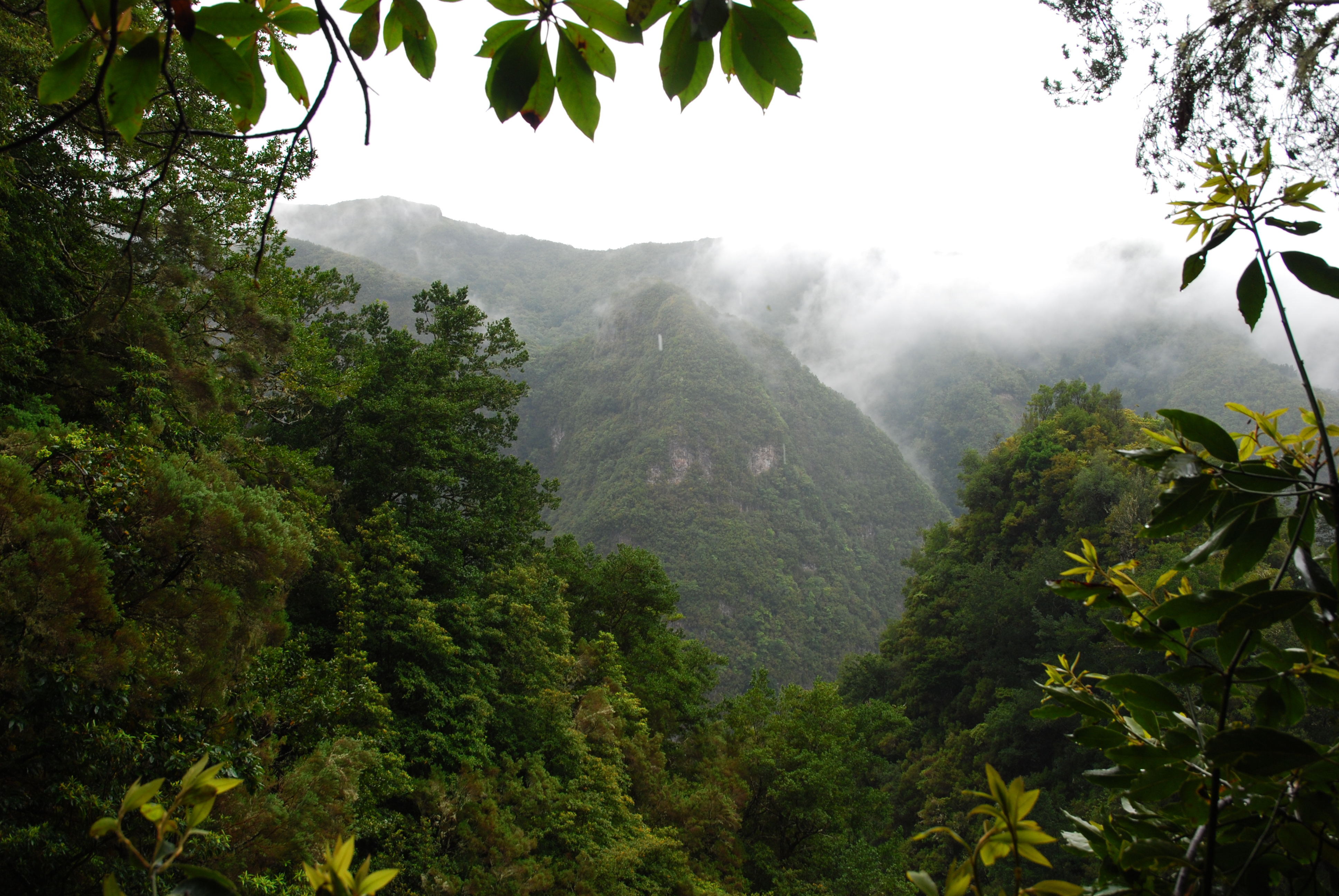
لوريسيلفا ماديرا

غابة الغار (بالإنجليزية: Laurel forest)، وتسمى أيضًا لوريسيلفا (بالإنجليزية: laurisilva) أو لوريسيلفا (بالإنجليزية: laurissilva)، هي نوع من الغابات شبه الاستوائية الموجودة في المناطق ذات الرطوبة العالية ودرجات الحرارة المعتدلة المستقرة نسبيًا. تتميز الغابة بأنواع الأشجار عريضة الأوراق ذات الخضرة الدائمة واللامعة والمستطيلة، والمعروفة باسم «اللوروفيل» أو «اللوريد». قد تكون النباتات من عائلة الغار (غارية) موجودة أو غير موجودة، اعتمادًا على الموقع.

## علم البيئة

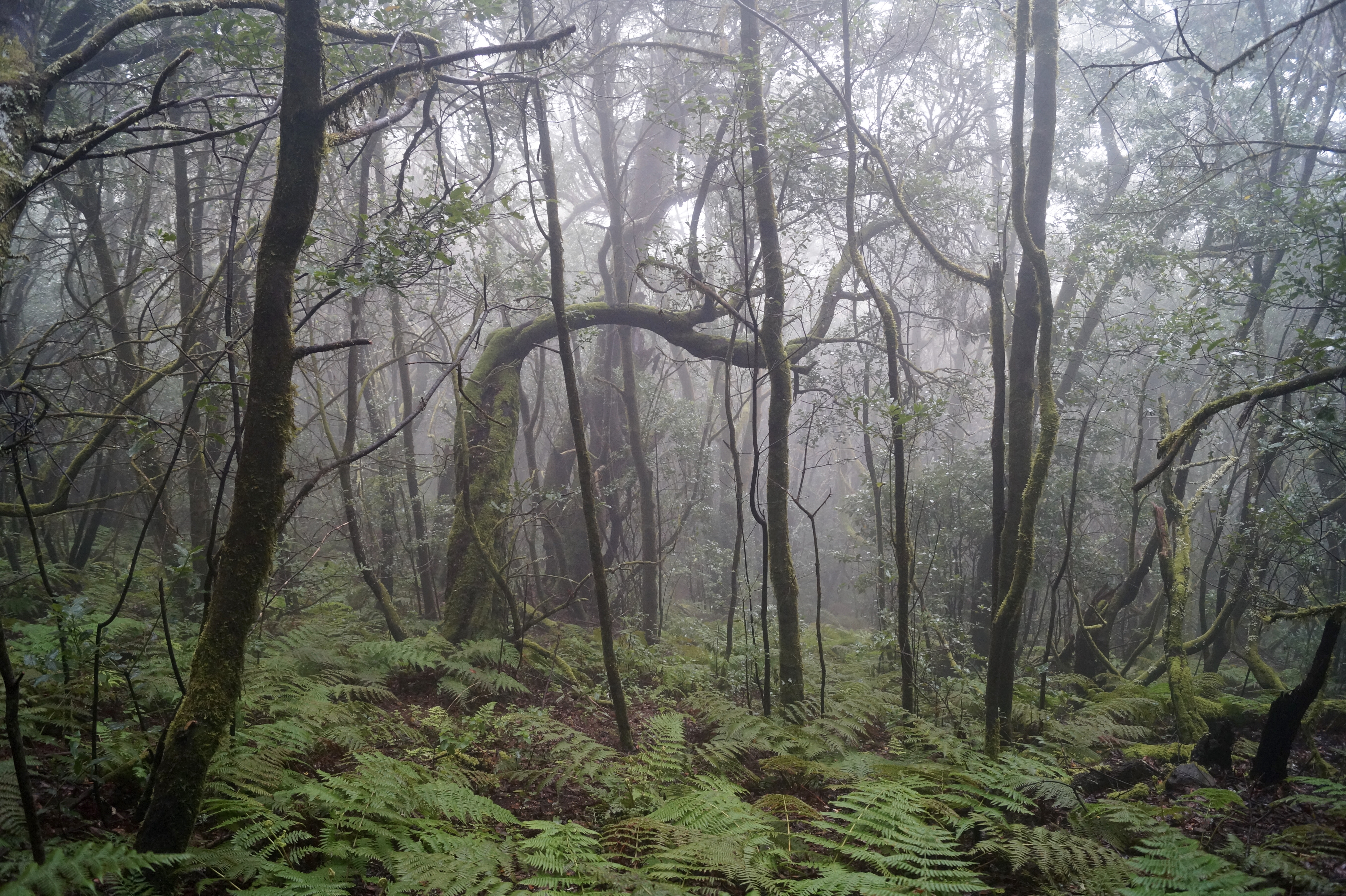
غابة الغار الرطبة في لا جوميرا

تتميز غابات الغار واللوروفيل بتوزيع غير متجانس في المناطق المعتدلة الدافئة، وغالبًا ما تشغل ملاجئ طبوغرافية حيث تتكثف الرطوبة من المحيط بحيث تسقط على شكل مطر أو ضباب، وتتمتع التربة بمستويات رطوبة عالية. إنها تتمتع بمناخ معتدل، ونادراً ما تتعرض للحرائق أو الصقيع، وتوجد في التربة الحمضية نسبيًا. الإنتاجية الأولية مرتفعة، ولكن يمكن أن تكون محدودة بسبب الجفاف المعتدل في الصيف. تتميز مظلات الأشجار بأنها دائمة الخضرة، ويغلب عليها الأنواع ذات الأوراق اللامعة أو الجلدية، وتتميز بتنوع أشجار معتدل. الحشرات هي الحيوانات العاشبة الأكثر أهمية، ولكن الطيور والخفافيش هي الموزعات الرئيسية للبذور والملقحات. تعتبر الكائنات المحللة مثل اللافقاريات والفطريات والميكروبات الموجودة على أرضية الغابة ذات أهمية بالغة لدورة العناصر الغذائية.
تحدث هذه الظروف من درجة الحرارة والرطوبة في أربع مناطق جغرافية مختلفة:
- على طول الهامش الشرقي للقارات عند خطوط العرض من 25 درجة إلى 35 درجة.
- على طول الساحل الغربي للقارات بين خطي عرض 35° و50°.
- في الجزر الواقعة بين خطي عرض 25° و35° أو 40°.
- في المناطق الجبلية الرطبة في المناطق الاستوائية.[3][4][5]

بعض غابات الغار هي نوع من الغابات السحابية. توجد الغابات السحابية على منحدرات الجبال حيث تترسب الرطوبة الكثيفة من البحر أو المحيط على شكل كتل هوائية دافئة ورطبة تهب من المحيط وتدفعها التضاريس إلى الأعلى، مما يؤدي إلى تبريد كتلة الهواء إلى نقطة الندى. تتكثف الرطوبة الموجودة في الهواء على شكل مطر أو ضباب، مما يؤدي إلى إنشاء بيئة تتميز بظروف باردة ورطبة في الهواء والتربة. ويكون المناخ الناتج رطبًا ومعتدلًا، مع تعديل التذبذب السنوي في درجات الحرارة بسبب قرب المحيط.

[بحاجة لمصدر]

## الخصائص
تتميز غابات الغار بالأشجار دائمة الخضرة والخشب الصلب، حيث يصل ارتفاعها إلى 40 م (130 قدم) في الارتفاع. تشير غابة الغار، واللورسيلفا، واللورسيلفا إلى مجتمعات نباتية تشبه غار الخليج.[بحاجة لمصدر]
تنتمي بعض الأنواع إلى عائلة الغار الحقيقية، لوريات، ولكن العديد منها لها أوراق مشابهة لأوراق الغار بسبب التطور المتقارب. كما هو الحال في أي غابة مطيرة أخرى، يجب على نباتات غابات الغار أن تتكيف مع هطول الأمطار والرطوبة العالية. وقد تكيفت الأشجار استجابة لهذه العوامل البيئية من خلال تطوير هياكل مماثلة، وهي أوراق تطرد الماء. تتميز أوراق اللوروفيل أو اللوروييد بطبقة سخية من الشمع، مما يجعلها لامعة في المظهر، وشكل بيضاوي ضيق مدبب مع قمة مخاطية أو «طرف تنقيط»، مما يسمح للأوراق بإلقاء الماء على الرغم من الرطوبة، مما يسمح بالتنفس. غالبًا ما تُستخدم الأسماء العلمية لورينا ولوريفوليا ولوروفيللا ولوريفورميس ولوريود لتسمية أنواع من عائلات نباتية أخرى تشبه لوريات. تم اقتراح مصطلح لوسيدوفيل، الذي يشير إلى السطح اللامع للأوراق، في عام 1969 من قبل تاتو كيرا. الأسماء العلمية دافنيديوم ودافنفيلوم ودافنوبسيس ودافناندرا ودافني من اليونانية: Δάφνη، والتي تعني «الغار»، ولاوروس نوبيليس ولوريليوبسس ولوريولا ولوريلين ولوريفوليا ولوريفوليوس ولوريفورميس ولورينا وكرز الغار (غار الكرز)، والبرقوق اللوسيتاني (غار البرتغال)، وكورينوكاربوس لافيجاتوس ‏ (غار نيوزيلندا)، وكورينوكاربوس روبستريس ‏ تشير إلى أنواع من عائلات نباتية أخرى تشبه أوراقها لوريات. يُطلق مصطلح «اللوريد» أيضًا على النباتات المتسلقة مثل اللبلاب، والتي تشبه أوراقها الشمعية إلى حد ما أوراق الفصيلة الغارية.
تتميز غابات الغار الناضجة عادةً بغطاء كثيف من الأشجار ومستويات إضاءة منخفضة في أرضية الغابة. تتميز بعض الغابات بوجود طبقة كثيفة من الأشجار الناشئة.
غابات الغار هي في العادة متعددة الأنواع، ومتنوعة من حيث عدد الأنواع والأجناس والعائلات الممثلة. وفي غياب الضغط الانتقائي البيئي القوي، فإن عدد الأنواع التي تتقاسم الطبقة الشجرية مرتفع، على الرغم من عدم وصولها إلى تنوع الغابات الاستوائية؛ فقد تم وصف ما يقرب من 100 نوع من الأشجار في غابة لوريسيلفا المطيرة في ميسيونيس (الأرجنتين)، وحوالي 20 نوعًا في جزر الكناري. يتناقض هذا التنوع النوعي مع أنواع الغابات المعتدلة الأخرى، والتي عادة ما يكون لها مظلة تهيمن عليها أنواع واحدة أو عدد قليل من الأنواع. تزداد تنوع الأنواع عمومًا باتجاه المناطق الاستوائية. وبهذا المعنى، تعتبر غابة الغار نوعاً انتقالياً بين الغابات المعتدلة والغابات المطيرة الاستوائية.[بحاجة لمصدر]

## الأصل
تتكون غابات الغار من نباتات وعائية تطورت منذ ملايين السنين. تشمل نباتات الغار غابات من شجر البودوكاربيسي وشجر الزان الجنوبي.
كان هذا النوع من النباتات يميز أجزاء من قارة جندوانا العظمى القديمة وكان يغطي في السابق مساحات كبيرة من المناطق الاستوائية. بعض أنواع الغار التي توجد خارج غابات الغار هي بقايا نباتات غطت مساحات كبيرة من البر الرئيسي لأستراليا وأوروبا وأمريكا الجنوبية والقارة القطبية الجنوبية وأفريقيا وأمريكا الشمالية عندما كان مناخها أكثر دفئًا ورطوبة. ويعتقد أن الغابات السحابية تراجعت وتقدمت خلال العصور الجيولوجية المتعاقبة، وتم استبدال الأنواع التي تكيفت مع الظروف الدافئة والرطبة بمجتمعات نباتية صلبة أكثر تحملاً للبرد أو الجفاف. انقرضت العديد من أنواع نباتات جوندوانا التي عاشت في أواخر العصر الطباشيري وأوائل العصر الثلاثي، لكن بعضها نجا كأنواع متبقية في مناخ المناطق الساحلية الأكثر اعتدالًا ورطوبة وعلى الجزر. وهكذا تشترك تسمانيا وكاليدونيا الجديدة في الأنواع ذات الصلة المنقرضة في البر الرئيسي الأسترالي، وتحدث نفس الحالة في جزر ماكارونيسيا في المحيط الأطلسي وفي جزر تايوان، وهاينان، وجيجو، وشيكوكو، وكيوشو، وريوكيو في المحيط الهادئ.[بحاجة لمصدر]
وعلى الرغم من أن بعض بقايا النباتات القديمة، بما في ذلك الأنواع والأجناس المنقرضة في بقية العالم، ظلت متوطنة في مثل هذه المواقع الجبلية الساحلية ومواقع الملاجئ، فقد انخفض التنوع البيولوجي فيها. وقد أدى العزل في هذه الموائل المجزأة، وخاصة في الجزر، إلى ظهور أنواع وأجناس متنقلة. وهكذا، فإن الحفريات التي يعود تاريخها إلى ما قبل التجلد في العصر البلستوسيني تظهر أن أنواع الغار كانت منتشرة على نطاق أوسع في السابق حول البحر الأبيض المتوسط وشمال أفريقيا. أدت العزلة إلى ظهور الغار الأزوري ‏ في جزر الأزور، ولاوروس نوبيليس nobilis على البر الرئيسي، ولوروس نوفوكاناريينسيس ‏ في جزر ماديرا وجزر الكناري.[بحاجة لمصدر]

## المناطق البيئية
تنمو غابات الغار في مناطق صغيرة حيث تسود متطلبات مناخية خاصة بها، في كل من نصفي الكرة الأرضية الشمالي والجنوبي. تطورت مناطق الغابات الداخلية الغارية، وهي مجتمع مرتبط ومتميز من النباتات الوعائية، منذ ملايين السنين في قارة جندوانا العظمى، وتوجد الآن أنواع من هذا المجتمع في العديد من المناطق المنفصلة في نصف الكرة الجنوبي، بما في ذلك جنوب أمريكا الجنوبية، وأقصى جنوب أفريقيا، ونيوزيلندا، وأستراليا، وكاليدونيا الجديدة ‏. معظم أنواع غابات الغار دائمة الخضرة، وتوجد في المناطق الاستوائية وشبه الاستوائية والمعتدلة والغابات السحابية في نصفي الكرة الأرضية الشمالي والجنوبي، وخاصة جزر ماكارونيسيا وجنوب اليابان ومدغشقر وكاليدونيا الجديدة وتسمانيا ووسط تشيلي، ولكنها مناطق استوائية، وعلى سبيل المثال في أفريقيا فهي متوطنة في منطقة الكونغو والكاميرون والسودان وتنزانيا وأوغندا، في الغابات المنخفضة والمناطق الأفرومونية. وبما أن غابات الغار عبارة عن مجموعات سكانية قديمة تنوعت نتيجة للعزلة في الجزر والجبال الاستوائية، فإن وجودها يعد مفتاحاً لتحديد تاريخ المناخ.[بحاجة لمصدر]

### شرق آسيا

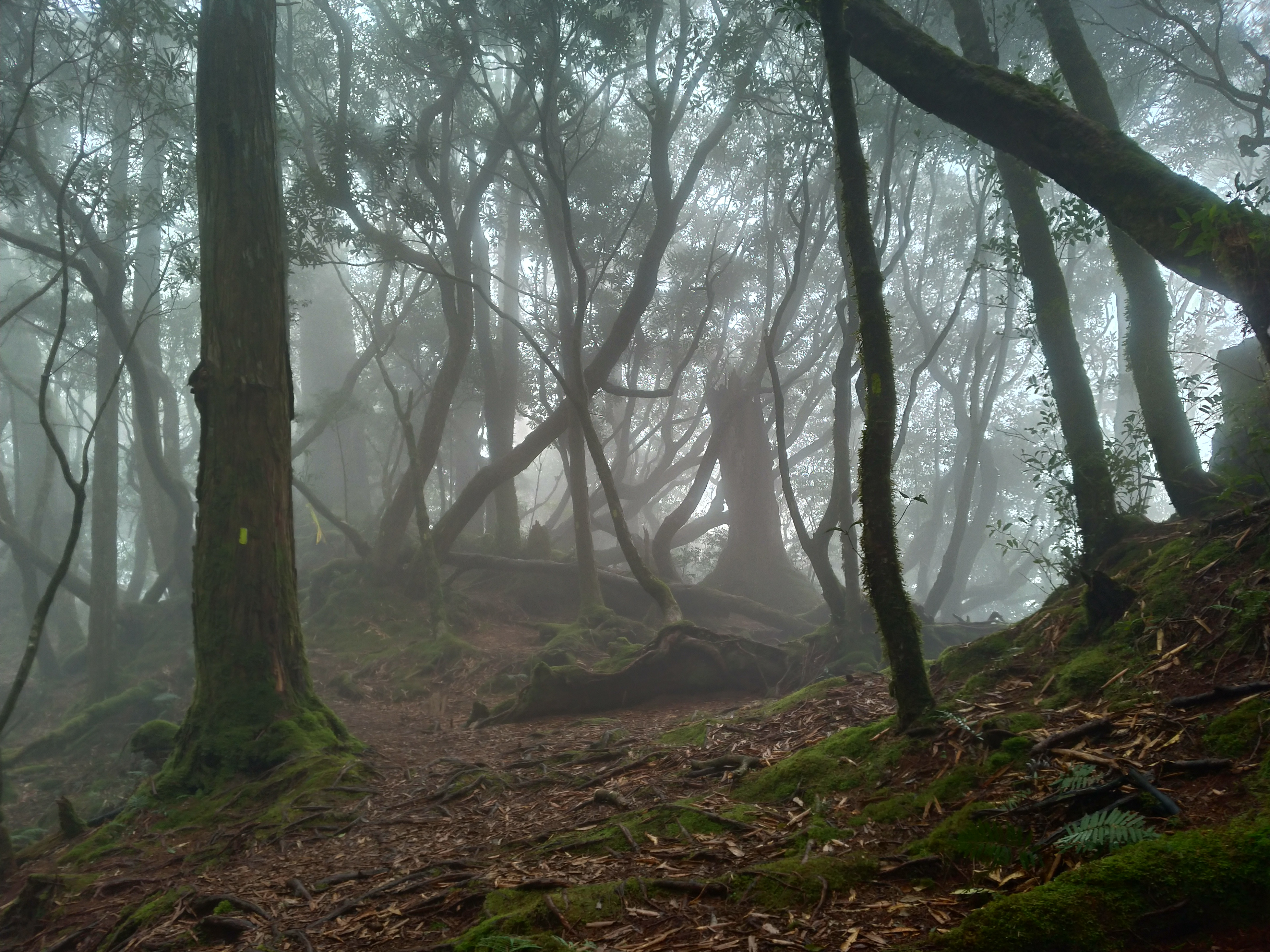
الغابات دائمة الخضرة شبه الاستوائية في تايوان

تنتشر غابات الغار في شرق آسيا شبه الاستوائية، وتشكل ذروة الغطاء النباتي في أقصى جنوب اليابان، وتايوان، وجنوب الصين، وجبال الهند الصينية، وجبال الهيمالايا الشرقية. في جنوب الصين، كانت غابة الغار تمتد في السابق عبر وادي نهر اليانغتسي وحوض سيتشوان من بحر الصين الشرقي إلى هضبة التبت. تقع غابات الغار في أقصى الشمال في شرق آسيا عند 39 درجة شمالاً على ساحل المحيط الهادئ في اليابان. تتراوح ارتفاعات الغابات من مستوى سطح البحر إلى 1000 متر في اليابان ذات المناخ الدافئ المعتدل، وحتى 3000 متر في الجبال شبه الاستوائية في آسيا. تهيمن أشجار الغار على بعض الغابات، بينما في غابات أخرى تسود أشجار الغار دائمة الخضرة من عائلة الزان (فاجيس)، بما في ذلك أشجار البلوط الحلقية، والشينكوابين (كاستانوبسيس)، والتانواك (ليثوكاربوس). تشمل النباتات المميزة الأخرى نبات الشيما ونبات الكاميليا، وهما عضوان في عائلة الشاي (ثياسي)، بالإضافة إلى أشجار الماغنوليا والخيزران والرودودندرون. تقع هذه الغابات شبه الاستوائية بين الغابات المتساقطة والصنوبرية المعتدلة إلى الشمال وغابات الرياح الموسمية شبه الاستوائية/الاستوائية في الهند الصينية والهند إلى الجنوب.

#### المناطق البيئية للغابات الكرزية في شرق آسيا
- غابات دائمة الخضرة في سهل تشانغجيانغ  [لغات أخرى]‏ (الصين)
- غابات جبال تشين هيلز-أراكان يوما  [لغات أخرى]‏ (ميانمار)
- غابات الأشجار عريضة الأوراق في شرق الهيمالايا  [لغات أخرى]‏ (بوتان، الهند، نيبال)
- غابات عريضة الأوراق ومختلطة في هضبة قويتشو  [لغات أخرى]‏ (الصين)
- غابات جيانج نان شبه الاستوائية دائمة الخضرة  [لغات أخرى]‏ (الصين)
- غابات نيهونكاي دائمة الخضرة  [لغات أخرى]‏ (اليابان)
- غابات أنامي المطيرة الشمالية  [لغات أخرى]‏ (لاوس، فيتنام)
- الغابات شبه الاستوائية في شمال الهند الصينية  [لغات أخرى]‏ (الصين، لاوس، ميانمار، تايلاند، فيتنام)
- الغابات شبه الاستوائية في المثلث الشمالي  [لغات أخرى]‏ (ميانمار)
- الغابات دائمة الخضرة شبه الاستوائية في جنوب الصين وفيتنام  [لغات أخرى]‏ (الصين، وفيتنام، وهونغ كونغ، وماكاو)
- الغابات دائمة الخضرة في كوريا الجنوبية  [لغات أخرى]‏ (كوريا الجنوبية)
- غابات تايهايو دائمة الخضرة  [لغات أخرى]‏ (اليابان)
- الغابات دائمة الخضرة شبه الاستوائية في تايوان  [لغات أخرى]‏ (تايوان)

### ماليزيا وإندونيسيا والفلبين
تحتل غابات الغار المرتفعات الاستوائية الرطبة في شبه جزيرة الملايو وجزر سوندا الكبرى والفلبين على ارتفاع يزيد عن 1,000 م (3,300 قدم)ارتفاع. تشبه نباتات هذه الغابات تلك الموجودة في غابات الغار الدافئة المعتدلة وشبه الاستوائية في شرق آسيا، بما في ذلك أشجار البلوط (سنديان)، والبلوط (ليثوكاربوس)، والشينكوابين (كاستانوبسيس)، والغار، والبلوط، والبلوط البري.
تعد النباتات الهوائية، بما في ذلك بساتين الفاكهة والسراخس والطحالب والأشنة والنباتات الكبدية، أكثر وفرة من تلك الموجودة في غابات الغار المعتدلة أو الغابات المطيرة الاستوائية المنخفضة المجاورة. تنتشر نباتات الآس في المرتفعات المنخفضة، بينما تنتشر أشجار الصنوبر والرودودندرون في المرتفعات الأعلى. تتميز هذه الغابات في تركيبها النوعي عن الغابات الاستوائية المنخفضة، والتي تهيمن عليها أشجار الديبتروكارب وأنواع استوائية أخرى.

#### المناطق البيئية للغابات الكرزية في سوندالاند ووالاسيا والفلبين
- غابات بورنيو الجبلية المطيرة  [لغات أخرى]‏
- غابات الأمطار الجبلية في شرق جاوة وبالي  [لغات أخرى]‏
- غابات لوزون الجبلية المطيرة
- غابات مينداناو الجبلية المطيرة  [لغات أخرى]‏
- الغابات المطيرة الجبلية في شبه جزيرة ماليزيا  [لغات أخرى]‏
- غابات الأمطار الجبلية في سولاويزي  [لغات أخرى]‏
- الغابات المطيرة الجبلية في سومطرة  [لغات أخرى]‏
- غابات مطيرة جبلية في غرب جاوة  [لغات أخرى]‏

### ماكارونيسيا وحوض البحر الأبيض المتوسط
توجد غابات الغار في جزر ماكارونيسيا في شرق المحيط الأطلسي، وخاصة جزر الأزور، وجزر ماديرا، وجزر الكناري من عام 400 إلى 1200 قبل الميلاد. أمتار الارتفاع. الأشجار من أجناس أبولونيا (لوريات)، وأوكوتة (لوريات)، وبرساء (لوريات)، ولثاة (لثاتيات)، وأيدع (هليونية)، وبيكونيا (زيتونية)، وهيبردينيا (ربيعية) هي أشجار مميزة. تم تصنيف منتزه جاراجوناي الوطني ‏ في جزيرة لا جوميرا ولوريسيلفا في جزيرة ماديرا كموقعين للتراث العالمي من قبل اليونسكو في عامي 1986 و1999 على التوالي. تعتبر أفضل الأمثلة المتبقية من غابات الغار الأطلسية، وذلك بسبب طبيعتها السليمة. يكشف السجل النباتي القديم لجزيرة ماديرا أن غابات اللوريسيلفا كانت موجودة على هذه الجزيرة منذ 1.8 عامًا على الأقل. مليون سنة.
منذ حوالي 50 مليون سنة، خلال العصر الباليوسيني، اتخذت أوروبا شكل مجموعة من الجزر الكبيرة الممتدة عبر ما كان يُعرف ببحر تيثيس. كان المناخ رطبًا واستوائيًا مع هطول أمطار موسمية صيفية. كانت أشجار عائلة الغار والبلوط (البلوط ذو الأوراق على شكل لوريل وكاستانوبسيس) شائعة على طول العديد من أنواع السرخس. في العصر الإيوسيني، بدأ الكوكب في التبريد، مما أدى في النهاية إلى التجلد في العصر البلستوسيني. وقد أدى هذا إلى تدهور تدريجي في النباتات الباليوتروبيكية في أوروبا، والتي انقرضت في أواخر العصر البليوسيني. انقرضت بعض هذه الأنواع عالميًا (على سبيل المثال لوروفيل السنديان)، ونجا البعض الآخر في جزر المحيط الأطلسي (على سبيل المثال أوكوتيا)، أو في قارات أخرى (على سبيل المثال مغنولية وعنبر دماع)، وتكيف بعضها مع مناخ أوروبا الأكثر برودة وجفافًا واستمرت كبقايا في أماكن ذات متوسط هطول أمطار سنوي مرتفع أو في أحواض الأنهار على وجه الخصوص، مثل الغار الحلو (لاوروس نوبيليس نوبيليس) والهولي الأوروبي (إيليكس أكويفوليوم)، والتي تنتشر على نطاق واسع في جميع أنحاء حوض البحر الأبيض المتوسط.
يمكن العثور على أحفاد هذه الأنواع اليوم في أوروبا، وفي جميع أنحاء البحر الأبيض المتوسط، وخاصة في شبه الجزيرة الأيبيرية وحوض البحر الأسود الجنوبي. أهمها اللبلاب، وهو نبات متسلق أو زاحف يوجد بكثرة في معظم أنحاء أوروبا، حيث انتشر مرة أخرى بعد العصر الجليدي. شجرة الغار البرتغالية (البرقوق اللوسيتاني) هي الشجرة الوحيدة التي لا تزال باقية على قيد الحياة في بعض ضفاف الأنهار الأيبيرية، وخاصة في الجزء الغربي من شبه الجزيرة. وفي حالات أخرى، فإن وجود الغار المتوسطي (لاوروس نوبيليس نوبيليس) يوفر مؤشرا على وجود غابة الغار في السابق. يعيش هذا النوع في المغرب والجزائر وتونس وإسبانيا والبرتغال وإيطاليا واليونان ومنطقة البلقان وجزر البحر الأبيض المتوسط. انتشر الآس في شمال أفريقيا. تنمو شجرة الخلنج (Erica arborea) في جنوب أوروبا، ولكن دون أن تصل إلى الأبعاد التي لوحظت في الغابات دائمة الخضرة المعتدلة في ماكارونيسيا أو شمال أفريقيا. لا تزال نباتات رودودندرون بونتيكوم بايتيكوم و/أو رهامنوس فرانجولا بايتيكوم عريضة الأوراق موجودة في المناخات المحلية الرطبة، مثل وديان المجاري المائية، في مقاطعتي قادس ومالقة في إسبانيا، في منطقة سيرا دي مونشيك ‏ البرتغالية، وجبال الريف في المغرب.[تحقق من المصدر] تحتوي حديقة لوس ألكورنوكاليس الطبيعية على أكبر وأفضل بقايا لوريسيلفا المحفوظة في أوروبا الغربية.
على الرغم من أن الغار الأطلسي أكثر وفرة في أرخبيلات ماكارونيسيا، حيث تقلب الطقس قليلاً منذ العصر الثالث، إلا أن هناك تمثيلات صغيرة وبعض المساهمات النوعية في المناطق البيئية المحيطية والمتوسطية في أوروبا وآسيا الصغرى وغرب وشمال أفريقيا، حيث تشكل المناخات المحلية في سلاسل الجبال الساحلية «جزرًا» داخلية مواتية لاستمرار غابات الغار. في بعض الحالات كانت هذه جزرًا حقيقية في العصر الثالث، وفي بعض الحالات كانت مجرد مناطق ظلت خالية من الجليد. وعندما انغلق مضيق جبل طارق، عادت الأنواع إلى الانتشار نحو شبه الجزيرة الأيبيرية إلى الشمال، وتوزعت مع أنواع أفريقية أخرى، لكن المناخ الأكثر جفافا وبرودة موسميا منعها من الوصول إلى انتشارها السابق. في أوروبا الأطلسية، تتخلل النباتات شبه الاستوائية مجموعات من أوروبا وشمال أفريقيا في مناطق مناخية حيوية مثل سيرا دي مونشيك، وسينترا، والجبال الساحلية من قادس إلى الجزيرة الخضراء. في منطقة البحر الأبيض المتوسط، توجد بقايا غابات الغار في بعض جزر بحر إيجه، وعلى ساحل البحر الأسود في جورجيا وتركيا، وساحل بحر قزوين في أذربيجان وإيران، بما في ذلك غابات الكاستانوبسيس والغار الحقيقي، المرتبطة بـ كرز الغار، والصنوبريات مثل طقسوس توتي وأرز أطلسي وشوح إسباني.
في أوروبا، تضررت غابات الغار بشدة بسبب حصاد الأخشاب، والحرائق (سواء كانت عرضية أو متعمدة لفتح الحقول للمحاصيل)، وإدخال أنواع غريبة من الحيوانات والنباتات التي حلت محل الغطاء الأصلي، واستبدالها بحقول صالحة للزراعة، ومزارع الأخشاب الغريبة، ومراعي الماشية، وملاعب الجولف والمرافق السياحية. معظم الكائنات الحية معرضة لخطر الانقراض. تتميز نباتات غابات الغار عادة بالقوة والنشاط، وتتجدد الغابة بسهولة؛ ويرجع تدهورها إلى قوى خارجية.[بحاجة لمصدر]

#### المناطق البيئية للغابات الكورمية في ماكارونيسيا
- الغابات المختلطة المعتدلة في جزر الأزور  [لغات أخرى]‏
- الغابات والغابات الجافة في جزر الكناري  [لغات أخرى]‏
- غابات ماديرا دائمة الخضرة  [لغات أخرى]‏

### جنوب الهند
تنتشر غابات الغار أيضًا في الغابات المطيرة الجبلية في منطقة غاتس الغربية في جنوب الهند.

### سريلانكا
توجد غابة الغار في الغابات المطيرة الجبلية في سريلانكا.

### إفريقيا
غابات الغار الأفرومونتانية هي الأنواع النباتية والحيوانية المشتركة بين جبال أفريقيا وجنوب شبه الجزيرة العربية. المناطق الجبلية الأفريقية متقطعة، مفصولة عن بعضها البعض بواسطة الأراضي المنخفضة، تشبه سلسلة من الجزر في التوزيع. تنتشر بقع من الغابات ذات التشابه الزهري مع جبال أفرومونتان على طول سلاسل الجبال. توجد مجتمعات أفرومونتان على ارتفاع يزيد عن 1,500–2,000 م (4,900–6,600 قدم) ارتفاع بالقرب من خط الاستواء، ويصل إلى 300 م (980 قدم) الارتفاع في غابات جبال كنيسنا-أماتول في جنوب أفريقيا. الغابات الأفرومونية باردة ورطبة. هطول الأمطار عادة ما يكون أكبر من 700 مـم/a (28 بوصة/سنة)، ويمكن أن يتجاوز 2,000 مـم (79 بوصة) في بعض المناطق، تحدث على مدار العام أو خلال فصل الشتاء أو الصيف، اعتمادًا على المنطقة. يمكن أن تكون درجات الحرارة مرتفعة للغاية في بعض المرتفعات العالية، حيث قد تحدث تساقطات للثلوج من حين لآخر.
في أفريقيا جنوب الصحراء الكبرى، توجد غابات الغار في غابات مرتفعات الكاميرون على طول الحدود بين نيجيريا والكاميرون، وعلى طول مرتفعات شرق أفريقيا، وهي سلسلة طويلة من الجبال تمتد من مرتفعات إثيوبيا حول البحيرات العظمى الأفريقية إلى جنوب أفريقيا، وفي مرتفعات مدغشقر، وفي المنطقة الجبلية لغابات ساو تومي وبرينسيبي وأنوبون ‏. تتشابه غابات الغار المرتفعة المتناثرة في أفريقيا مع بعضها البعض من حيث تكوين الأنواع (المعروف باسم نباتات أفرومونتان)، وتختلف عن نباتات الأراضي المنخفضة المحيطة بها.

### جنوب شرق الولايات المتحدة
وفقًا للدراسة الحديثة التي أجراها بوكس وفوجيوارا (الغابات عريضة الأوراق دائمة الخضرة في جنوب شرق الولايات المتحدة: وصف أولي)، فإن غابات الغار توجد في بقع في جنوب شرق الولايات المتحدة من جنوب شرق فيرجينيا جنوبًا إلى فلوريدا، وغربًا إلى تكساس، معظمها على طول الساحل والسهل الساحلي للخليج وساحل المحيط الأطلسي الجنوبي. في جنوب شرق الولايات المتحدة، تحتوي جزر هاموك دائمة الخضرة (علم البيئة) ‏ (أي الجزر الحرجية المستحثة طبوغرافيًا) على العديد من غابات الغار. تنمو غابات الغار هذه غالبًا في المنخفضات الرطبة والسهول الفيضية، وتوجد في البيئات الرطبة. في العديد من أجزاء السهل الساحلي، تفصل تضاريس فسيفسائية منخفضة من الرمال البيضاء والطمي والحجر الجيري (معظمها في فلوريدا) غابات الغار هذه. ويُعتقد أيضًا أن الحرائق المتكررة مسؤولة عن الجغرافيا غير المترابطة لغابات الغار عبر السهل الساحلي في جنوب شرق الولايات المتحدة.
على الرغم من وقوعها في منطقة مناخية رطبة، فإن معظم غابات الغار عريضة الأوراق في جنوب شرق الولايات المتحدة هي شبه صلبة الأوراق. ترجع صفة شبه الصلبة (جزئيًا) إلى التربة الرملية والطبيعة شبه القاحلة الدورية للمناخ. عند التحرك جنوبًا نحو وسط فلوريدا، وكذلك جنوب تكساس وحافة الخليج الساحلية في جنوب الولايات المتحدة، فإن طبيعة الأشجار الصلبة تتراجع ببطء وتزداد أنواع الأشجار من المناطق الاستوائية (وتحديدًا منطقة البحر الكاريبي وأمريكا الوسطى) مع تراجع الأنواع المعتدلة. وعلى هذا النحو، تفسح غابات الغار الجنوبية الشرقية المجال لمناظر طبيعية مختلطة من السافانا الاستوائية والغابات المطيرة الاستوائية.
توجد العديد من أنواع أشجار الغار ذات الأوراق العريضة دائمة الخضرة في غابات الغار في جنوب شرق الولايات المتحدة. في بعض المناطق، تهيمن على الغابات دائمة الخضرة أنواع من البلوط الحي (سنديان فرجيني)، وبلوط الغار (السنديان الهيمسفيريكا ‏)، والماغنوليا الجنوبية (مغنولية كبيرة الأزهار)، والخليج الأحمر (غار أحمر)، ونخيل الملفوف (سبال نخيلي)، والماغنوليا الحلوة (مغنولية فرجينية). في العديد من المناطق على الجزر الحاجزة، تهيمن غابة من أشجار سنديان مزدوج المتقزمة أو المختلطة من أشجار البلوط الأمريكي والبلوط لمتشعب، مع طبقة سفلية كثيفة دائمة الخضرة من أشجار النخيل بلميط منشاري ومجموعة متنوعة من الكروم، بما في ذلك بنيونية سلكية، بالإضافة إلى أنواع فشاغ وكرمة. قد توجد أيضًا جوردونيا لاسيانثوس ‏ وبهشية ظلامية وعبقة أمريكية كغطاء مشترك في غابات الكثبان الرملية الساحلية، مع كليفتونيا مونوفيلا وقمام شجري كغطاء سفلي كثيف دائم الخضرة (بوكس وفوجيوارا 1988).
غالبًا ما تختلط الطبقة السفلى من الشجيرات في الغابات دائمة الخضرة بأنواع أخرى دائمة الخضرة من عائلة النخيل (رابيدوفيلوم هيستريكس)، ونخيل الأدغال (سبال صغير)، ونخيل المنشار (بلميط منشاري)، والعديد من الأنواع في عائلة Ilex، بما في ذلك بهشية مرداء، وداهون هولي، وشجيرة ياوبون هولي. في العديد من المناطق، تتواجد نباتات سيريلة راسيميفلورا وليونيا فروتيكوسا ‏ والشمع الشمعية كنباتات سفلية دائمة الخضرة. تعد العديد من أنواع اليوكا والأوبونتيا من الأنواع الأصلية أيضًا في بيئة الشجيرات الساحلية الرملية الأكثر جفافًا في المنطقة، بما في ذلك اليوكا الألويفوليا، واليوكا الخيطية، واليوكا الجلوريزا، والأوبونتيا الصارمة.

### كاليفورنيا القديمة
خلال العصر الميوسيني، تم العثور على غابات البلوط والغار في وسط وجنوب كاليفورنيا. تشمل أنواع الأشجار النموذجية أشجار البلوط السلف لأشجار البلوط الكاليفورنية الحالية، بالإضافة إلى مجموعة من الأشجار من عائلة الغار، بما في ذلك بيارو وأوكوتيا وبرساء والخيمية. لم يتبق في كاليفورنيا اليوم سوى نوع واحد أصلي من عائلة الغار (لوريات)، وهو الخيمية الكاليفورنية ‏.
ومع ذلك، هناك العديد من المناطق في كاليفورنيا المطلة على البحر الأبيض المتوسط، فضلاً عن المناطق المعزولة في جنوب ولاية أوريغون التي تضم غابات دائمة الخضرة. توجد العديد من أنواع غابات السنديان دائمة الخضرة، فضلاً عن مزيج من الشجيرات دائمة الخضرة النموذجية لمناخ البحر الأبيض المتوسط. يمكن أن تكون أنواع نوتوليثوكاربوس وقطلب منزي والخيمية الكاليفورنية من الأنواع المظللة في العديد من المناطق.[بحاجة لمصدر]

### أمريكا الوسطى
غابة الغار هي أكثر أنواع الغابات السحابية دائمة الخضرة المعتدلة شيوعًا في أمريكا الوسطى. توجد في المناطق الجبلية في جنوب المكسيك وفي كل بلدان أمريكا الوسطى تقريبًا، ويبلغ عددها عادةً أكثر من 1,000 م (3,300 قدم) فوق مستوى سطح البحر. تشمل أنواع الأشجار أشجار البلوط دائمة الخضرة، وأعضاء عائلة الغار، وأنواع من الوينمانيا، والدريميس، والماغنوليا. الغابة السحابية في سييرا دي لاس ميناس، غواتيمالا، هي الأكبر في أمريكا الوسطى. توجد في بعض مناطق جنوب شرق هندوراس غابات سحابية، وتقع أكبرها بالقرب من الحدود مع نيكاراجوا. في نيكاراجوا توجد الغابات السحابية في منطقة الحدود مع هندوراس، وقد تم إزالة معظمها لزراعة القهوة. لا تزال هناك بعض التلال دائمة الخضرة المعتدلة في الشمال. الغابة السحابية الوحيدة في منطقة الساحل الهادئ في أمريكا الوسطى تقع على بركان مومباتشو في نيكاراجوا. في كوستاريكا توجد نباتات لوريسيلفاس في «كورديليرا دي تيلاران» وفولكان أرينال، المسمى مونتيفردي، الموجود أيضًا في كورديليرا دي تالامانكا ‏.[بحاجة لمصدر]

#### المناطق البيئية للغابات الكرزية في المكسيك وأمريكا الوسطى
- الغابات الجبلية في أمريكا الوسطى  [لغات أخرى]‏
- غابات جبال تشياباس  [لغات أخرى]‏
- غابات شيمالاباس الجبلية  [لغات أخرى]‏
- غابات جبال أواكساكا  [لغات أخرى]‏
- غابات تالامانكان الجبلية  [لغات أخرى]‏
- غابات جبال فيراكروز  [لغات أخرى]‏

### الأنديز الاستوائية

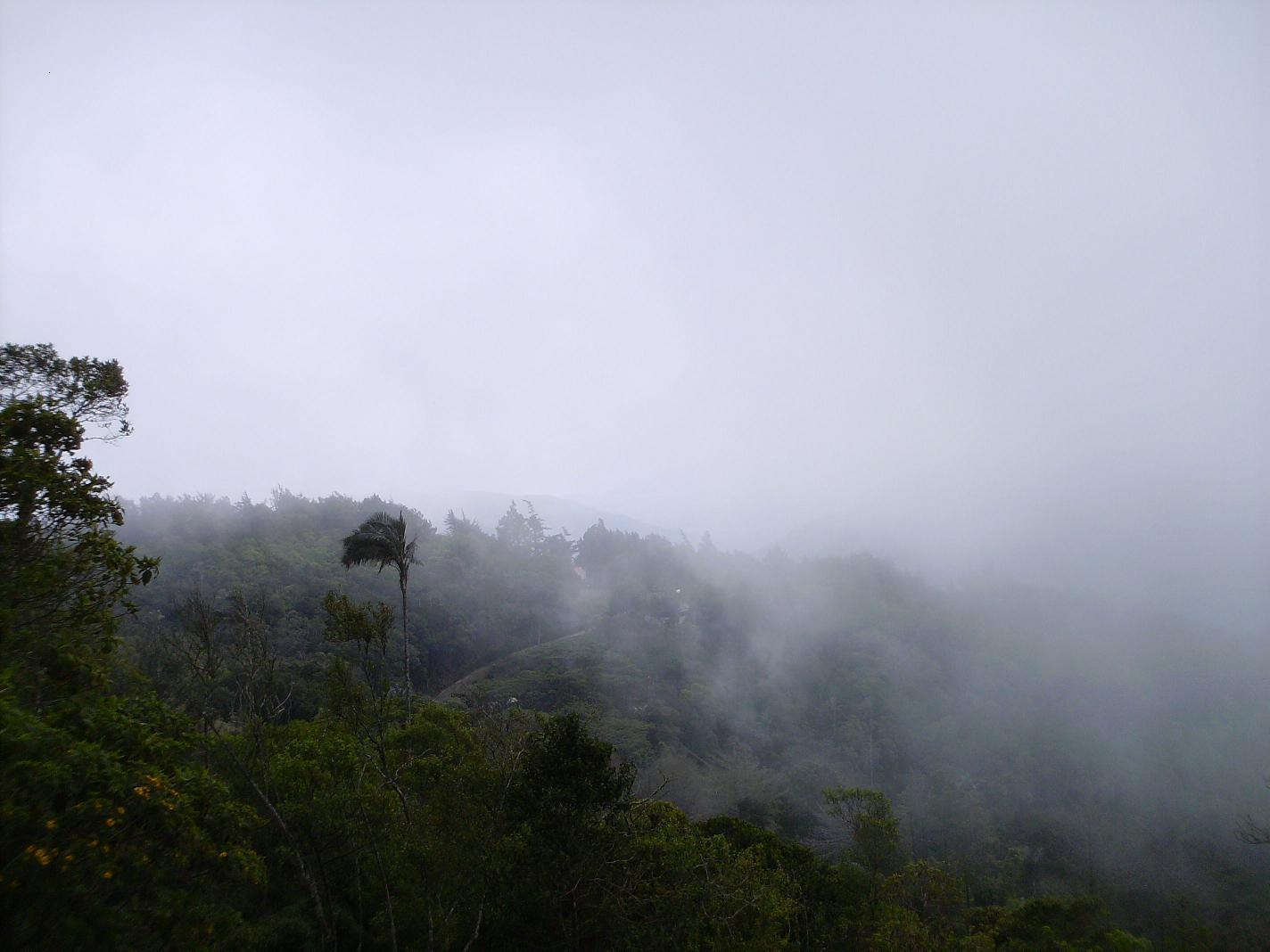
يونجا في كولونيا توفار، فنزويلا

تعتبر غابات يونغاس عادةً عبارة عن غابات دائمة الخضرة أو أدغال، ومتعددة الأنواع، والتي غالبًا ما تحتوي على العديد من أنواع غابات الغار. وتوجد بشكل متقطع من فنزويلا إلى شمال غرب الأرجنتين بما في ذلك البرازيل وبوليفيا وتشيلي وكولومبيا والإكوادور وبيرو، وعادة في سييرا نيفادا جنوب الأنديز. تتنوع تضاريس الغابات، وفي الأماكن التي تلتقي فيها جبال الأنديز بالأمازون، تشمل مناطق شديدة الانحدار. تتميز هذه المنطقة بالوديان العميقة التي تشكلها الأنهار، مثل نهر تارما الذي ينحدر إلى وادي سان رامون، أو نهر أوروبامبا عندما يمر عبر ماتشو بيتشو. لقد تدهورت العديد من غابات يونغاس أو أصبحت غابات في طريقها إلى التعافي ولم تصل بعد إلى ذروة نباتاتها.[بحاجة لمصدر]

### وسط تشيلي
تقع الغابات المطيرة المعتدلة في فالديفيا، أو لوريسيلفا فالديفيانا، في جنوب تشيلي والأرجنتين من المحيط الهادئ إلى جبال الأنديز بين خطي عرض 38 درجة و45 درجة. هطول الأمطار غزير، من 1,500 to 5,000 مـم (59–197 بوصة) حسب الموقع، موزعة على مدار العام، ولكن مع بعض تأثير مناخ البحر الأبيض المتوسط شبه الرطب لمدة 3–4 أشهر في الصيف. درجات الحرارة ثابتة ومعتدلة بدرجة كافية، ولا تقل درجة الحرارة في أي شهر عن 5 °م (41 °ف) مئوية.، والشهر الأكثر دفئًا أقل من 22 °م (72 °ف).

### أستراليا وكاليدونيا الجديدة ونيوزيلندا
تظهر غابة الغار على جبال الشريط الساحلي لنيو ساوث ويلز في أستراليا وغينيا الجديدة وكاليدونيا الجديدة وتسمانيا ونيوزيلندا. تعد غابات الغار في أستراليا وتسمانيا ونيوزيلندا موطنًا لأنواع مرتبطة بتلك الموجودة في غابات الغار في فالديفيا،
غالبًا ما يكون بيلشميديا تاوا هو النوع السائد في مظلة جنس الغار بيلشميديا في غابات الغار المنخفضة في الجزيرة الشمالية وشمال شرق الجزيرة الجنوبية، ولكنه غالبًا ما يشكل أيضًا مظلة فرعية في الغابات الأولية في جميع أنحاء البلاد في هذه المناطق، مع نباتات الكارب. الجنس بيلشميديا هي أشجار وشجيرات منتشرة على نطاق واسع في آسيا الاستوائية وأفريقيا وأستراليا ونيوزيلندا وأمريكا الوسطى ومنطقة البحر الكاريبي وأمريكا الجنوبية حتى تشيلي. في عائلة كورينوكاربوس، يُطلق على كورينوكاربوس لايفيجاتوس ‏ أحيانًا اسم غار نيوزيلندا، بينما تنتمي لوريليا نوفا-زيلانديا ‏ إلى نفس جنس لوريليا سمبرفيرينز ‏. تنمو شجرة النياولي في أستراليا وكاليدونيا الجديدة وبابوا.
كما أن المنطقتين البيئيتين في غينيا الجديدة وشمال أستراليا ترتبطان ارتباطًا وثيقًا.[بحاجة لمصدر]

#### غينيا الجديدة
يرتبط الطرف الشرقي من ماليزيا، بما في ذلك غينيا الجديدة وجزر أرو في شرق إندونيسيا، بأستراليا من خلال جرف قاري ضحل، ويشترك مع أستراليا في العديد من الثدييات الجرابية وتصنيفات الطيور. تحتوي غينيا الجديدة أيضًا على العديد من العناصر الإضافية من نباتات القارة القطبية الجنوبية، بما في ذلك شجر الزان الجنوبي (نوثوفاجوس) وأشجار الكينا. تحتوي غينيا الجديدة على أعلى الجبال في ماليزيا، وتتراوح النباتات من الغابات المنخفضة الاستوائية إلى التندرا.
تعد مرتفعات غينيا الجديدة وبريطانيا الجديدة موطنًا لغابات الغار الجبلية، التي يبلغ ارتفاعها حوالي 1,000 to 2,500 م (3,300–8,200 قدم)ارتفاع. تشمل هذه الغابات الأنواع النموذجية لغابات الغار في نصف الكرة الشمالي، بما في ذلك ليثوكاربوس وبهشية ولوريات، وغابات الغار في نصف الكرة الجنوبي، بما في ذلك الزان الجنوبي نوثوفاجوس وأراوكاريا وبودوكارب وأشجار عائلة الآس (الآسية). ترتبط غينيا الجديدة وشمال أستراليا ارتباطًا وثيقًا. منذ حوالي 40 مليون سنة، بدأت الصفيحة التكتونية الهندية الأسترالية في الانفصال عن القارة العظمى القديمة جندوانا. وعندما اصطدمت بالصفيحة المحيط الهادئ في رحلتها نحو الشمال، ظهرت سلاسل الجبال العالية في وسط غينيا الجديدة حوالي 5 منذ ملايين السنين. وفي ظل منطقة الاصطدام هذه، ظلت التكوينات الصخرية القديمة لما يعرف الآن بشبه جزيرة كيب يورك دون أي إزعاج إلى حد كبير.[بحاجة لمصدر]

##### المناطق البيئية لغابات الغار في غينيا الجديدة
قام الصندوق العالمي للطبيعة بتحديد عدة مناطق بيئية مميزة لغابات الغار الجبلية في غينيا الجديدة، وبريطانيا الجديدة، وأيرلندا الجديدة.
- غابات الأمطار الجبلية في المنطقة الوسطى  [لغات أخرى]‏
- الغابات المطيرة الجبلية في شبه جزيرة هون  [لغات أخرى]‏
- غابات الأمطار الجبلية في نيو بريتين-نيو أيرلندا  [لغات أخرى]‏
- الغابات المطيرة الجبلية في شمال غينيا الجديدة  [لغات أخرى]‏
- غابات فوجلكوب المطيرة الجبلية  [لغات أخرى]‏